# Ingersberg
Ingersberg ist ein Ortsteil der Gemeinde Hellenthal im Kreis Euskirchen, Nordrhein-Westfalen.
Der Ortsteil liegt an der Bundesstraße 258. Ingersberg liegt im nördlichsten Teil der Gemeinde an den Grenzen zu Schleiden und Kall.
Die VRS-Buslinie 879 der RVK verbindet den Ort, ausschließlich als TaxiBusPlus nach Bedarf, mit seinen Nachbarorten und mit Hellenthal.
| Linie | Verlauf |
| ----- | --- |
| 879   | MiKE / AST-Verkehr: Wildgehege – (Hohenberg ←) Oleftalsperre – (Hohenberg →) Hellenthal – Blumenthal – Ingersberg – Eichen – Felser – Wollenberg |